# Голубієвицька сільська рада (Компаніївський район)
| Голубієвицька сільська рада — колишній орган місцевого самоврядування у Компаніївському районі Кіровоградської області з адміністративним центром у с. Голубієвичі. Кіровоградська обласна Рада народних депутатів рішенням від 19 лютого 1993 року у Компаніївському районі утворила Голубієвицьку сільраду з центром в селі Голубієвичі і сільській Раді підпорядкувала село Антонівка Нечаївської сільради. За переписом населення України 2001 року в сільській раді мешкало 370 осіб. Сільській раді були підпорядковані населені пункти: - с. Голубієвичі - с. Антонівка |          |
| Мова | Відсоток |
| українська | 95,69 %  |
| російська | 1,89 %   |
| вірменська | 1,08 %   |
| білоруська | 0,81 %   |
| молдовська | 0,54 %   |

## Склад ради
Рада складалася з 12 депутатів та голови.

### Керівний склад ради
| ПІБ                          | Основні відомості                                                                                         | Дата обрання | Дата звільнення |
| ---------------------------- | --- | ------------ | --------------- |
| Шинкаренко Анатолій Іванович | Сільський голова, 1955 року народження, освіта                                                            | 26.03.2006   | 31.10.2010      |
| Потієнко Наталія Петрівна    | Сільський голова, 1968 року народження, освіта середня спеціальна, Всеукраїнське об'єднання 'Батьківщина' | 31.10.2010   |                 |

Примітка: таблиця складена за даними джерела